# Alessandro Gassmann
Alessandro Gassmann (Roma; 24 de febrero de 1965) es un actor y director italiano. Es hijo de Vittorio Gassman y la actriz francesa Juliette Mayniel. En 2012 Alessandro agregó una "n" al apellido para recuperar sus raíces judías (durante el nazismo su abuela eliminó la letra de su apellido familiar para disimular el origen judío de la familia)

## Biografía
Alessandro nació en Roma. A los 17 años hizo su debut en la película Di padre in figlio escrita, dirigida e interpretada con su padre Vittorio. En 1984 interpretó en el teatro Affabulazione de Pier Paolo Pasolini.
Ganó el Premio David de Donatello en 2008 a mejor actor no protagonista por su participación en Caos Calmo la película protagonizada por Nanni Moretti del director Antonello Grimaldi.
Desde 2010 es el director del Teatro stabile del Veneto Carlo Goldoni, que lleva el nombre del famoso dramaturgo. Ese mismo año participó como conductor del programa Le Iene, la versión italiana de Caiga quien caiga reemplazando a Luca Argentero.
En 2013 en el Festival Internacional de Cine de Bari recibió el premio Francesco Laudadio por su ópera prima Razza bastarda.

### Vida privada
Alessandro en 1998 se casó con Sabrina Knaflitz con la cual el mismo año tuvo a su hijo Leo.

## Carrera

### Cine

#### Actor

Alessandro Gassmann con Gianni Profita, Silvio Orlando, Paolo Genovese e Luca Miniero nel 2008

- Di padre in figlio, regia di Alessandro e Vittorio Gassman (1982)
- La monaca di Monza, regia di Luciano Odorisio (1987)
- I soliti ignoti vent'anni dopo, regia di Amanzio Todini (1987)
- Un niño llamado Jesús, regia di Franco Rossi (1987)
- Quando eravamo repressi, regia di Pino Quartullo (1992)
- Ostinato destino, regia di Gianfranco Albano (1992)
- Uova d'oro, regia di Bigas Luna (1993)
- Sì, ma vogliamo un maschio, regia di Giuliano Biagetti (1994)
- Un mese al lago, regia di John Irvin (1995)
- Uomini senza donne, regia di Angelo Longoni (1996)
- Mi fai un favore, regia di Giancarlo Scarchilli (1996)
- Facciamo fiesta, regia di Angelo Longoni (1997)
- Lovest, regia di Giulio Base (1997)
- Nessuno escluso, regia di Massimo Spano (1997)
- Il bagno turco, regia di Ferzan Ozpetek (1997)
- I miei più cari amici, regia di Alessandro Benvenuti (1998)
- Toni, regia di Philomène Esposito (1999)
- La bomba, regia di Giulio Base (1999)
- Teste di cocco, regia di Ugo Fabrizio Giordani (2000)
- I banchieri di Dio, regia di Giuseppe Ferrara (2002)
- Guardiani delle nuvole, regia di Luciano Odorisio (2004)
- La separazione, regia di Mariano Provenzano (2005)
- Transporter: Extreme (Transporter 2), regia di Louis Leterrier (2005)
- Non prendere impegni stasera, regia di Gianluca Maria Tavarelli (2006)
- Caos calmo, regia di Antonello Grimaldi (2008)
- Il seme della discordia, regia di Pappi Corsicato (2008)
- 4 padri single, regia di Paolo Monico (2009)
- Ex, regia di Fausto Brizzi (2009)
- Il compleanno, regia di Marco Filiberti (2009)
- Natale a Beverly Hills, regia di Neri Parenti (2009)
- Basilicata coast to coast, regia di Rocco Papaleo (2010)
- Il padre e lo straniero, regia di Ricky Tognazzi (2010)
- La donna della mia vita], regia di Luca Lucini (2010)
- American Snow, regia di Romeo Antonio (2011)
- Baciato dalla fortuna, regia di Paolo Costella (2011)
- Ex - Amici come prima!, regia di Carlo Vanzina (2011)
- Razza bastarda, regia di Alessandro Gassmann (2011)
- Viva l'Italia, regia di Massimiliano Bruno (2012)
- Todo es culpa de Freud, regia di Paolo Genovese (2014)
- Se Dio vuole, regia di Edoardo Maria Falcone (2015)
- Onda su onda, (2016)
- I bastardi di Pizzofalcone, serie de televisión (2019)
- Il mio nome è vendetta de Cosimo Gomez (2022)

#### Director
- Razza bastarda, regia di Alessandro Gassmann (2011)

#### Doblaje
Para la película de dibujos animados The Road to El Dorado Alessandro hizo la voz de Kenneth Branagh para la versión italiana.